# ヴォルィーニ公国

ヴォルィーニ公国
Волинське князівство

ヴォルィーニ公国（ヴォルィーニこうこく、ウクライナ語:Волинське князівство）は、12世紀から13世紀半ばまでにキエフ・ルーシの西部に、13世紀から14世紀までにハールィチ・ヴォルィーニ大公国の北部に存在したリューリク朝の公国である。

## 概要
ヴォルィーニ公国は、現在のウクライナのリウネ州とヴォルィーニ州に当たる地域に存在した。
公国の公座はヴォロディームィルという町にあった。その町にちなんでヴォルィーニ公国は狭義でヴォロディームィル公国（ウクライナ語:Володимирське князівство、ロシア語:Владимирское княжество；ヴラジーミル公国）と呼ばれることがある。
14世紀後半のハールィチ・ヴォルィーニ戦争の結果、リトアニア大公国の領土となり、自治権を失ってヴォルィーニ県に改められた。